# Hrabstwo Gadsden
Gadsden – hrabstwo w stanie Floryda, w USA. Jego siedzibą administracyjną jest Quincy. Należy do obszaru metropolitalnego miasta Tallahassee. Jest jedynym hrabstwem z większością afroamerykańską na Florydzie.
Powierzchnia hrabstwa to 1369 km², w tym 31 km² (2,3%) stanowią wody. Gęstość zaludnienia wynosi 32,4 osoby/km².

## Miejscowości
- Chattahoochee
- Greensboro
- Gretna
- Havana
- Midway
- Quincy

## Sąsiednie hrabstwa
- Hrabstwo Decatur, Georgia (północ)
- Hrabstwo Seminole, Georgia (północ)
- Hrabstwo Grady, Georgia (północny wschód)
- Hrabstwo Leon (wschód)
- Hrabstwo Liberty (południowy zachód)
- Hrabstwo Calhoun (południowy zachód)
- Hrabstwo Jackson (północny zachód)

## Demografia
Według spisu z 2020 roku liczy 43,8 tys. mieszkańców, co oznacza spadek o 5,5% w porównaniu z poprzednim spisem z roku 2010. Według danych pięcioletnich z 2022 roku 54,9% mieszkańców stanowili czarnoskórzy Amerykanie lub Afroamerykanie, 32,2% białe społeczności nielatynoskie, 11,7% Latynosi, 1,4% miało rasę mieszaną, 0,7% Azjaci, 0,7% rdzenna ludność Ameryki i 0,2% pochodziło z wysp Pacyfiku.

## Religia
W 2020 roku większość mieszkańców to protestanci, w tym największe członkostwo deklarują metodyści (17,5%), baptyści (15,8%), bezdenominacyjne zbory ewangelikalne (12,7%) i zielonoświątkowcy (20 zborów). Inne religie obejmowały: katolików (4,9%), świadków Jehowy (1,6%) i mormonów (1,4%).

## Polityka
Hrabstwo przeważająco demokratyczne, gdzie w wyborach prezydenckich w 2020 roku, 68% głosów otrzymał Joe Biden i 31,4% przypadło dla Donalda Trumpa.